# Milan Urban (1942)
Milan Urban (17. února 1942 - 1. července 2025) byl slovenský fotbalista, obránce. 

## Sportovní kariéra
V československé lize hrál za Tatran Prešov a Lokomotívu Košice. Nastoupil k 254 ligovým utkáním a dal 1 gól. Dorostenecký mistr Československa 1960. Za dorosteneckou reprezentaci nastoupil ve 3 utkáních, za juniorskou reprezentaci ve 3 utkáních a za reprezentační B-tým ve 4 utkáních.

## Ligová bilance
| Ročník                                     | Zápasy | Góly | Klub              |
| ------------------------------------------ | ------ | ---- | ----------------- |
| 1. československá fotbalová liga 1963/1964 | 13     | 0    | Tatran Prešov     |
| 1. československá fotbalová liga 1964/1965 | 26     | 0    | Tatran Prešov     |
| 1. československá fotbalová liga 1965/1966 | 26     | 0    | Lokomotíva Košice |
| 1. československá fotbalová liga 1966/1967 | 25     | 0    | Lokomotíva Košice |
| 1. československá fotbalová liga 1967/1968 | 24     | 1    | Lokomotíva Košice |
| 1. československá fotbalová liga 1968/1969 | 19     | 0    | Lokomotíva Košice |
| 1. československá fotbalová liga 1969/1970 | 29     | 0    | Lokomotíva Košice |
| 1. československá fotbalová liga 1970/1971 | 25     | 0    | Lokomotíva Košice |
| 1. československá fotbalová liga 1971/1972 | 29     | 0    | Lokomotíva Košice |
| 1. československá fotbalová liga 1972/1973 | 25     | 0    | Lokomotíva Košice |
| 1. československá fotbalová liga 1973/1974 | 13     | 0    | Lokomotíva Košice |
| CELKEM                                     | 254    | 1    |                   |